# Kompaktlysstofrør
Kompaktlysstofrør (forkortes CFL fra engelsk Compact Fluorescent Lamp) er et energibesparende alternativ til gammeldags glødelamper og er derfor en sparepære.
Kompaktlysstofrør er teknisk set er et lille, bøjet lysstofrør og dermed en gasudladningslampe, hvor ballasten (den elektronik, der sørger for en stabil strøm gennem gassen i røret) er sammenbygget med selve røret. Som andre lysstofrør indeholder kompaktlysstofrør kviksølv i små mængder.
På grund af kviksølvet skal kompaktlysstofrør afleveres på en genbrugsstation, men i Danmark afleveres kun godt halvdelen af lysstofrør på denne måde.
Et kompaktlysstofrør er forsynet med lampefatning og udformet således, at lampen kan anvendes i gamle armaturer, der oprindelig er designet til traditionelle glødepærer.

## Lysstyrke
Den mængde lys, en lyskilde udsender, måles i lumen (lm). En glødepære udsender typisk omkring 12 lumen pr. watt (lm/W). Et kompaktlysstofrør har en effektivit på omkring 75 lm/W.
Selvom en 15-20W kompaktlysstofrør således lyser som en 100W glødelampe, kan den sættes i en lampeholder med fatning, som kun kan tåle 40W glødepærer, da varmeafgivelsen er under glødepæren med 15-20W. Det skal dog undersøges, om der er plads til kompaktlysstofrøret, og at den ikke blænder.
| Drifts- spænding Volt | Elektrisk lampe effekt (Watt) | Lampetype                                     | Fatning  | Levetid Timer            | Effektivitet Lumen/Watt | Lysstrøm Lumen ca. middel (interval) |
| --------------------- | ----------------------------- | --------------------------------------------- | -------- | ------------------------ | ----------------------- | ------------------------------------ |
| armatur               | 36                            | lysstofrør 36W/827 8: Ra>=80 27: 2700K        | G13      | 20.000                   | 93                      | 3.350                                |
| armatur               | 36                            | lysstofrør 36W/930 9: Ra>=90 30: 3000K        | G13      | 15.000                   | 78                      | 2.800                                |
| 230                   | 150                           | glødepære                                     | E27      | 1000                     | 12                      | 1.800                                |
| 230                   | 100                           | glødepære                                     | E27      | 1000                     | 13                      | 1.350 ; 1.300-1.400                  |
| 12                    | 55                            | halogenpære (bil)                             | 9006/HB4 | 1000 (testet: 150-800)   | 20                      | 1100 ; (testet: 910-1800)            |
| 230                   | 75                            | glødepære                                     | E27      | 1000                     | 13                      | 945 ; 920-970                        |
| 230                   | 15                            | kompaktlysstofrør 15W/827 8: Ra>=80 27: 2700K | E27      | 12.000                   | 60                      | 900                                  |
| 230                   | 12                            | lysdiodelampe Ra=80, 2700K                    | E27      | 25.000                   | 67                      | 806                                  |
| 230                   | 60                            | glødepære                                     | E27      | 1000                     | 12                      | 725 ; 700-750                        |
| 230                   | 43 ; 42-45                    | halogenpære                                   | E27      | 2000 (testet: 1000-1500) | 15                      | 630 (erstatte 55-60W glødepære)      |
| 230                   | 6                             | lysdiodelampe Ra>88, 2550K                    | E27      | 15.000                   | 88                      | 530                                  |
| 230                   | 40                            | glødepære                                     | E27, E14 | 1000                     | 11                      | 420 ; 410-430                        |
| 230                   | 29 ; 28-30                    | halogenpære                                   | E27, E14 | 2000 (testet: 1000-1500) | 12                      | 345 (erstatte 35-40W glødepære)      |
| 230                   | 25                            | glødepære                                     | E14      | 1000                     | 9                       | 225 ; 220-230                        |
| 12                    | 10                            | halogenpære (spot)                            | G4       | 2000                     | 14                      | 140 ; 115-160                        |

De fleste kompaktlysstofrør har ikke fuld lysstyrke umiddelbart efter tænding, og mod slutning af livstiden falder lysstyrken. Derfor kan der argumenteres for at benytte en sparepære med flere watt end nødvendigt ved lampens fylde styrke.